# Fort Bliss (Teksas)
Fort Bliss je naseljeno mjesto za statističke potrebe u američkoj saveznoj državi Teksas. Prema popisu stanovništva iz 2010. u njemu je živjelo 8.591 stanovnika.